# Canton de Dembeni
Le canton de Dembeni est une division administrative française située dans le département de Mayotte et la région Mayotte.

## Histoire
Le décret du 18 mai 1977 crée les communes mahoraises et associe à chaque commune un canton.

## Représentation

### Représentation avant 2015
| Période                                  | Période | Identité           | Étiquette | Qualité                                                                                    |
| ---------------------------------------- | ------- | ------------------ | --------- | ------------------------------------------------------------------------------------------ |
|                                          | 2008    | Maoulida Soula     | UMP       |                                                                                            |
| 2008                                     | 2015    | Sarah Mouhoussoune | Néma      | 2e vice-présidente du conseil général, présidente de la commission Santé et Action sociale |
| Les données manquantes sont à compléter. |         |                    |           |                                                                                            |

### Représentation depuis 2015
| Période élective | Période élective | Mandat | Mandat   | Identité              | Nuance | Nuance | Qualité                                                                                       |
| ---------------- | ---------------- | ------ | -------- | --------------------- | ------ | ------ | --------------------------------------------------------------------------------------------- |
| 2015             | 2021             | 2015   | 2021     | Issa Issa Abdou       |        | DVC    | Président du Centre hospitalier de Mayotte Vice-président du Conseil départemental            |
| 2015             | 2021             | 2015   | 2021     | Bichara Bouhari Payet |        | DVD    | Présidente du Parc naturel marin de Mayotte                                                   |
| 2021             | 2028             | 2021   | en cours | Zamimou Ahamadi       |        | LR     | Cadre de la fonction publique, conseillère municipale (opposition) de Bandrélé                |
| 2021             | 2028             | 2021   | en cours | Madi Moussa Vélou     |        | DVD    | 7ème Vice-Président du conseil départemental, chargé des solidarités, action sociale et santé |

À l'issue du 1er tour des élections départementales de 2015, deux binômes sont en ballotage : Issa Issa Abdou et Bichara Bouhari (DVD, 39,19 %) et Sophie Madi Rama et Madi Moussa Velou (Divers, 26,20 %). Le taux de participation est de 63,20 % (3 717 votants sur 5 881 inscrits) contre 62,64 % au niveau départemental et 50,17 % au niveau national.
Au second tour, Issa Issa Abdou et Bichara Bouhari (DVD) sont élus avec 53,34 % des suffrages exprimés et un taux de participation de 69,04 % (2 011 voix pour 3 898 votants et 5 889 inscrits).

## Composition

### Composition avant 2015
Jusqu'en 2015, le canton était composé de l'unique commune de Dembeni.

### Composition depuis 2015
Lors du redécoupage cantonal pour 2015, les limites territoriales du canton sont remaniées. Anciennement unique commune du canton de Bandrélé, la commune de Bandrele est partagée entre les cantons de Dembeni et de Bouéni. La partie nord de la commune (villages de Bandrélé, Nyambadao et Hamouro) fait partie de ce canton.

## Démographie

### Démographie avant 2015
| 2002  | 2007   | 2012   |
| ----- | ------ | ------ |
| 7 825 | 10 141 | 10 923 |

### Démographie depuis 2015
En 2017, le canton comptait 22 770 habitants.
| 2017   |
| ------ |
| 22 770 |